# Helina juxtamedialis
Helina juxtamedialis är en tvåvingeart som beskrevs av Fritz Isidore van Emden 1951. Helina juxtamedialis ingår i släktet Helina och familjen husflugor. Inga underarter finns listade i Catalogue of Life.